# Dierama reynoldsii
Dierama reynoldsii är en irisväxtart som beskrevs av Frans Verdoorn. Dierama reynoldsii ingår i släktet Dierama och familjen irisväxter. Inga underarter finns listade i Catalogue of Life.

## Bildgalleri

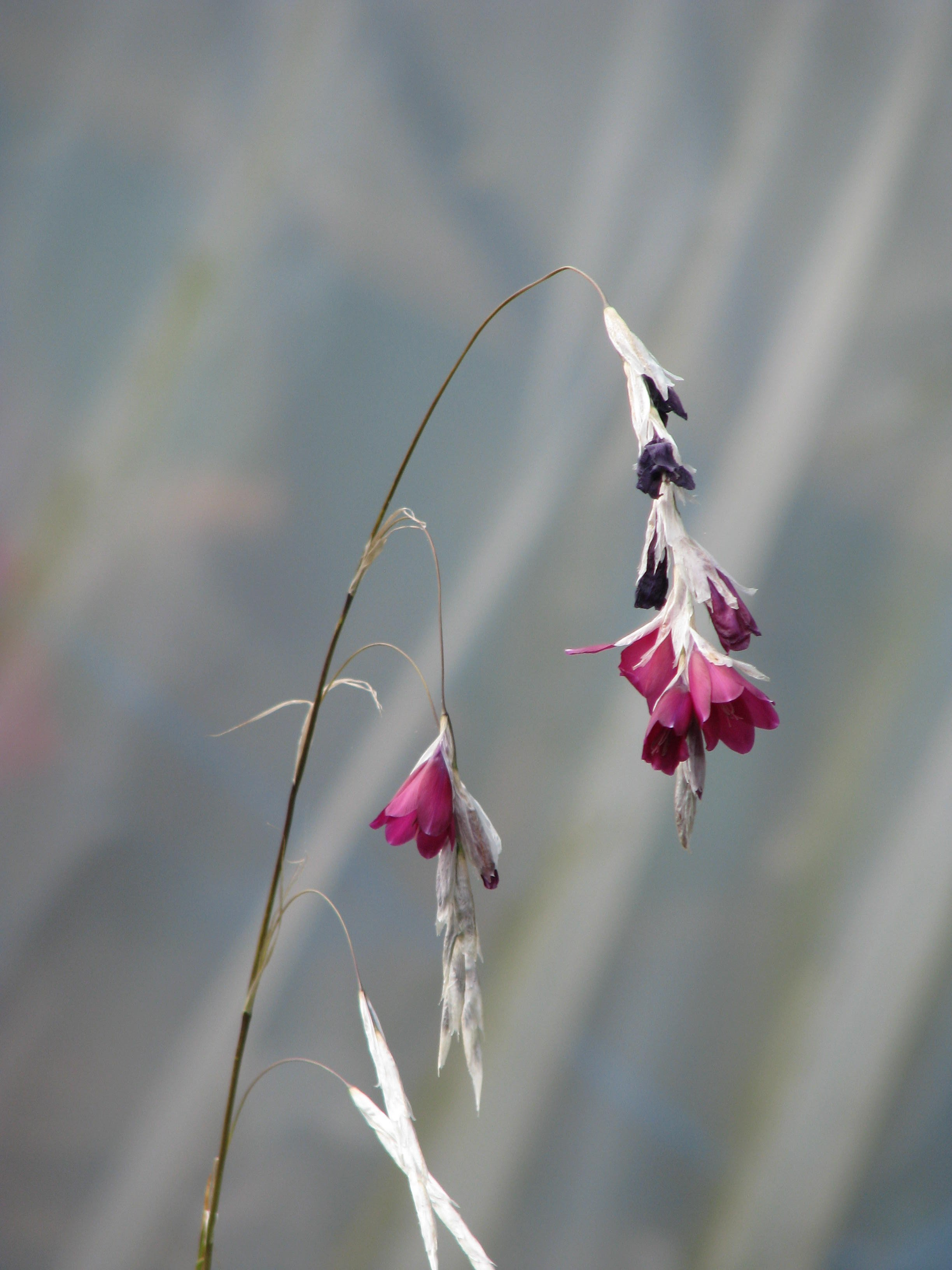
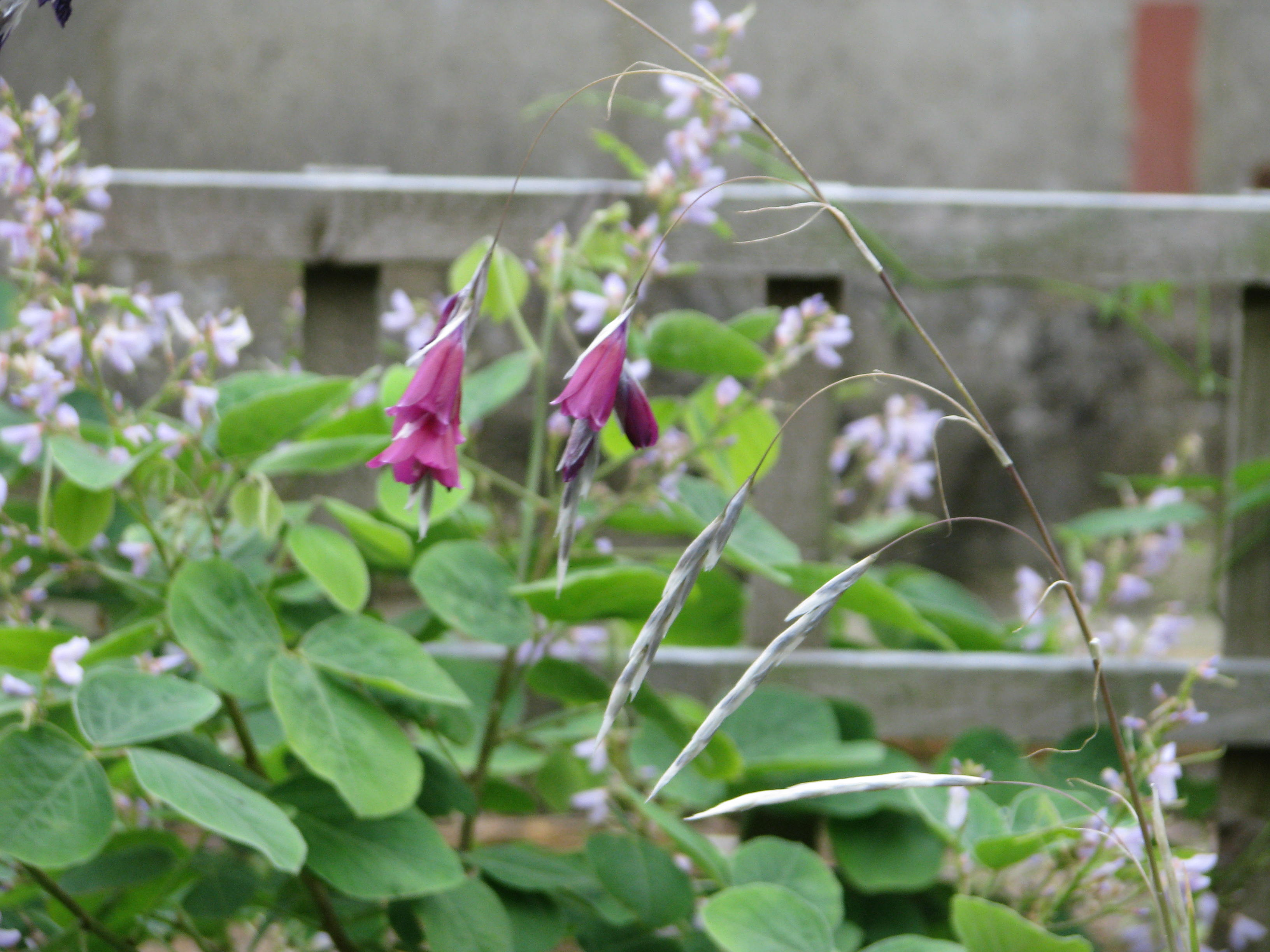
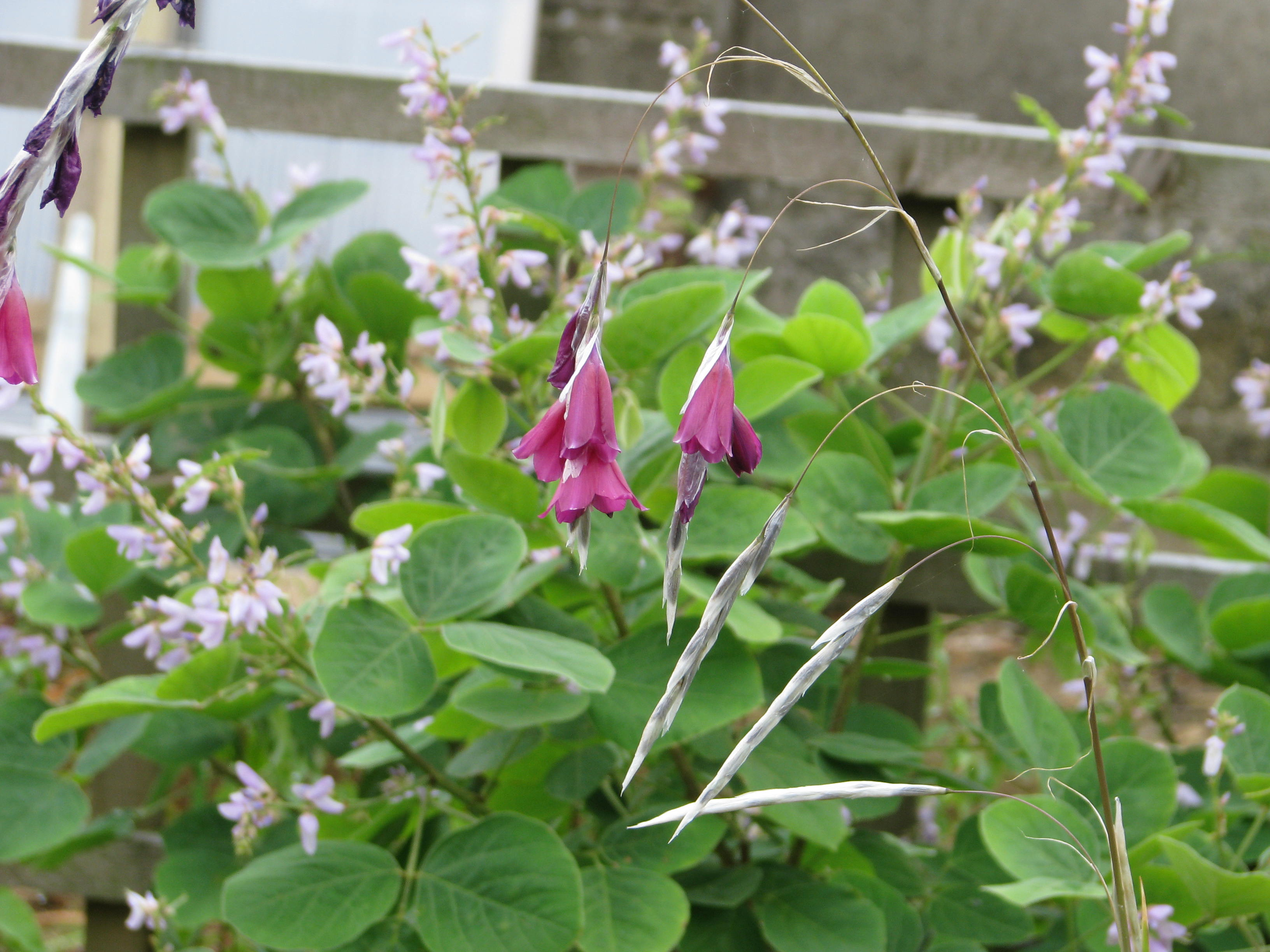
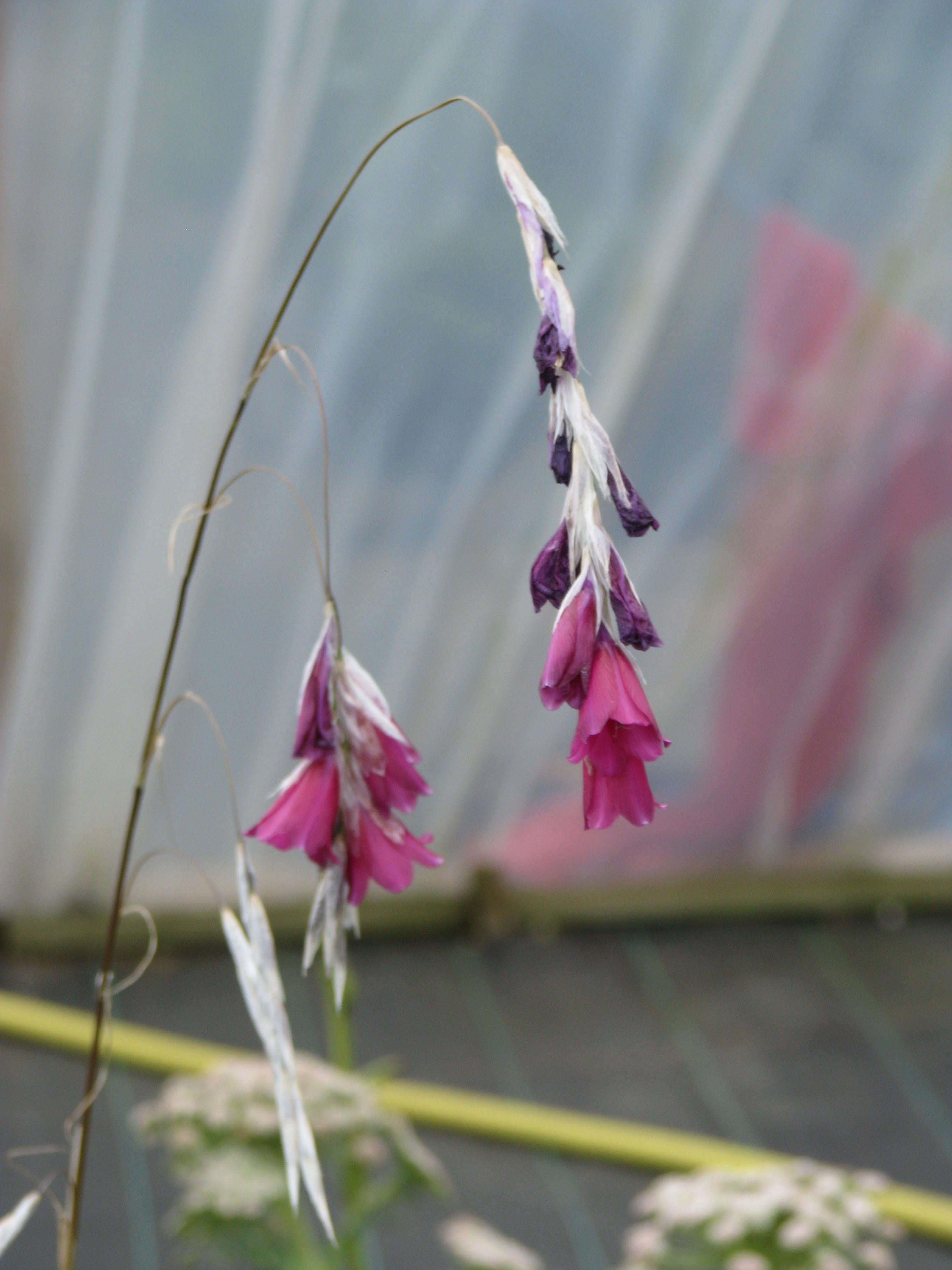